# The Draughtsman's Contract
El contrato del dibujante (en inglés, The Draughtsman's Contract) es una película inglesa de 1982, dirigida por Peter Greenaway e interpretada por Janet Suzman, Antony Higgins, Hugh Fraser, Dave Hill Heil Cunningham, David Meyer, David Gant y Anne-Louise Lambert. La banda sonora fue escrita por el compositor también inglés Michael Nyman.

## Argumento
Cuenta la historia de Mr. Neville durante el verano de 1694. Dibujante de muchas cualidades, además de grandes ambiciones, visita un día el hogar, así como a las grandes propiedades de Mr. Herbert de Compton Anstey en Wiltshire, con la intención de ser contratado para la realización de unos dibujos (doce). 
Tras unas desconfianzas y reparos iniciales, por su atrevida manera de halagar, algo que solo es superado por sus increíbles dotes artísticas, Mr. Neville recibe por fin su encargo, pero esta vez no de Mr. Herbert, sino por parte de su esposa. Se firma un contrato y casi al mismo tiempo, Mr. Neville convence a Mrs. Herbert para dar un paso más y así poder también disfrutar de su hospitalidad más íntima, algo que desembocara en una intriga doméstica en la que se verá envuelto, a la vez que sospechoso de un conjunto de sucesos que le llevarán a su fin.